# Dražanj
Dražanj (em cirílico:Дражањ) é uma vila da Sérvia localizada no município de Grocka, pertencente ao distrito de Belgrado, na região de Šumadija. Possuía uma população de 1412 habitantes segundo o censo de 2009.

## Demografia
| 1948  | 1953  | 1961  | 1971  | 1981  | 1991  | 2002  |
| ----- | ----- | ----- | ----- | ----- | ----- | ----- |
| 1 700 | 1 867 | 1 876 | 1 776 | 1 758 | 1 855 | 1 548 |